# Iacri (ort)
Iacri är en ort i Brasilien.   Den ligger i kommunen Iacri och delstaten São Paulo, i den södra delen av landet, 700 km söder om huvudstaden Brasília. Iacri ligger 502 meter över havet och antalet invånare är 6 419.
Terrängen runt Iacri är huvudsakligen platt. Iacri ligger uppe på en höjd. Närmaste större samhälle är Bastos, 8,4 km sydväst om Iacri.
Trakten runt Iacri består i huvudsak av gräsmarker. Runt Iacri är det glesbefolkat, med 12 invånare per kvadratkilometer.